# Jyoti Amge
Jyoti Amge (født 16. december 1993 i Nagpur Indien) er verdens mindste kvinde ifølge bogen Limca Book of Records. Hun er 63 cm høj og vejer 5,25 kg.

## Biografi
Hun har sagt Da jeg var tre, indså jeg, at jeg var anderledes end resten af børnene. På grund af den tilstand hendes knogler er i, at hun har svært ved at gå og har derfor invalide skader. Hun blev anerkendt af Guinness World Records som den mindste teenager i verden i det japanske tv-show Guinness World Records Bikkuri Chojin Special.